# D'or Fischer
D'or Fischer, né le 12 octobre 1981 à Philadelphie, est un joueur de basket-ball professionnel américain. Il mesure 2,11 mètres et évolue au poste de pivot. Il a aussi la nationalité israélienne depuis juillet 2014.

## Biographie
Fischer commence sa carrière professionnelle durant la saison 2005-2006 avec le club du Dazzle de Roanoke qui évolue en la NBA Development League, aussi appelée D-League.
Il rejoint ensuite la Pologne pour le club d'Anwil Włocławek, qui évolue également sur la scène européenne en Coupe ULEB.
Il évolue ensuite en Ligue allemande avec le club EWE Baskets Oldenburg lors de la saison 2006-2007.
Après une saison 2007-2008 passée avec le club belge Euphony Bree, il rejoint le club israélien du Maccabi Tel-Aviv pour la saison suivante. Il est prolongé pour la saison 2009-2010.
En juillet 2010, il signe avec le club espagnol du Real Madrid.
En août 2011, il signe en Espagne, à Bilbao.
En 2012-2013, il évolue en Ukraine, à Donetsk.
En 2013-2014, il joue en Allemagne, à Bamberg.
Le 2 août 2014, Fischer signe un contrat d'un an avec l'UNICS Kazan.
En décembre 2014, Fischer est élu meilleur joueur de la 8e journée de l'Euroligue avec une évaluation de 43. Lors de la victoire de son club, l'UNICS Kazan face au Dinamo Basket Sassari, il marque 23 points à 10 sur 11 au tir et prend 15 rebonds.
Le 15 juillet 2015, il retourne en Israël et s'engage avec l'Hapoël Jérusalem.

## Palmarès
- MVP du championnat belge (2008)
- All-BBL First Team (2014)